# Esplugues de Llobregat
Esplugues de Llobregat település Spanyolországban, Barcelona tartományban. Lakosainak száma 47 613 fő (2024).

## Földrajza
Esplugues de Llobregat Barcelona, L’Hospitalet de Llobregat, Cornellà de Llobregat, Sant Joan Despí és Sant Just Desvern községekkel határos.

## A város híres szülöttei
- Carme Chacón (1971–2017), politikus (PSC)
- Óscar Jaenada (* 1975), színész
- Nuria Espallargas (* 1979), vegyész
- Carlos Ayala Vargas (* 1980), politikus (Partido Pirata)
- Silvia Parra Labalsa (* 1980), labdarúgó
- Víctor Ruiz (* 1989), labdarúgó
- Lamine Yamal (* 2007), labdarúgó

## Testvértelepülések
- Macael
- Ahrensburg

## Népesség
A település lakosságának változását az alábbi diagram mutatja:
| Lakosok száma | 87   | 1017 | 3641 | 12 393 | 47 766 | 45 915 | 46 862 | 46 133 | 46 680 | 47 613 |
|               | 1717 | 1887 | 1936 | 1960   | 1986   | 2004   | 2009   | 2014   | 2019   | 2024   |